# Christine Tassan et les Imposteures
Christine Tassan et les Imposteures est un groupe de jazz manouche et chanson swing fondé en 2003 à Montréal (Québec, Canada) par la guitariste, chanteuse et compositrice Christine Tassan. À l'origine entièrement féminin, la formation regroupe actuellement les quatre musiciennes et musicien suivants:
- Christine Tassan (guitare solo, chant)
- Martine Gaumond (violon, chant)
- David Meunier-Roy (contrebasse)
- Jeff Moseley (guitare rythmique)

L'ensemble est représenté par l'Agence d'artistes et de concerts Danielle Lefebvre.

## Discographie
Le groupe a enregistré les albums suivants: 
- 2005 : Jazz manouche et chansons (mini-album)
- 2007 : De bon matin
- 2009 : Pas manouche, c'est louche
- 2012 : C'est l'heure de l'apéro
- 2016 : Entre Félix et Django
- 2017 : Django & Friends
- 2018 : Django Belles
- 2024: Sur la route

## Nominations et récompenses
- L'album Entre Félix et Django a gagné le Prix Opus dans la catégorie "Album jazz de l'année" en 2017 et a été nommé aux Prix Opus dans la catégorie "Spectacle de l'année" en 2018
- L’album Pas manouche, c'est louche a été en nomination à l’ADISQ dans la catégorie « Meilleur album de l'année - Jazz création » en 2010.
- L’album C'est l'heure de l'apéro a été en nomination aux Prix Opus dans la catégorie "Disque jazz de l'année" en 2014.